# Motor piezoelèctric
Un motor piezoelèctric és un tipus freqüent de motor que utilitza l'electricitat per produir vibracions de manera que produeixi un moviment lineal o rotatori.

Un  Mòbil recrea un efecte semblant quan es desplaça a causa de les vibracions quan rep una trucada.
Elsmotors piezoelèctrics té molta força en moviments lents, però poden ser també molt ràpids, tenen molt poques peces, no necessiten lubricació i són molt eficients energèticament. Té com a desavantatge que no poden girar lliurement quan estan detinguts.
Actualment s'usen en els  objectius automàtics de diverses  càmeres digitals: 
- Canon EOS -USM, Ultrasonic Motor
- Minolta, Konica, Sony -SSM, Supersonic Motor
- Nikon -SWM, Silent Wave Motor
- Olympus -SWD, Supersonic Wave Drive
- Panasonic -XSM, Extra Silent Motor
- Pentax -SDM, Supersonic Drive Motor
- Sigma -HSM, Hyper Sonic Motor
- Tamron -USD, Ultrasonic Silent Drive